# マヌエル・インファンテ
マヌエル・インファンテ（Manuel Infante, 1883年7月29日 – 1958年4月21日）は、長年フランスに暮らしたスペイン人の作曲家。
オスーナに生まれる。ピアノと作曲をエンリケ・モレラに学び、1909年にパリに定住する。パリではスペイン音楽の演奏会をたびたび行なった。
作風はスペイン国民楽派の特徴が如実であり、中でも《2台ピアノのための組曲》などのピアノ曲が重要である。インファンテの作品は、ホセ・イトゥルビの演奏によって知られるようになり、多くの作品がイトゥルビに献呈された。
1958年にパリに歿した。

## 参考書籍
- David Ewen, Encyclopedia of Concert Music. New York; Hill and Wang, 1959.